# Közép-Görögország
Közép-Görögország (görög: Στερεά Ελλάδα) egyike Görögország 13 közigazgatási régiójának.
Területe 15 549 km² (akkora, mint a két legnagyobb magyar vármegye, Bács-Kiskun és Borsod-Abaúj-Zemplén együtt). Népessége 614 614 (2005-ös adat). Székhelye Lamia.
Közép-Görögország északra helyezkedik el Attika és a Peloponnészosz régióktól, keletre Nyugat-Görögországtól és délre Thesszáliától és Epirusztól.
Görögország egyik hegyekkel leginkább borított régiója.
A hagyományos, nem közigazgatási értelemben vett Közép-Görögország földrajzi régió a közigazgatási régiónál nagyobb területet ölel fel, hozzászámítják Attikát és Nyugat-Görögország közigazgatási régió egy részét is.

## Regionális egységei
- Euboia
- Evritania
- Fokída
- Fthiótida
- Boiotia

## Külső hivatkozások
- Honlapja (görögül)